# Patinage de vitesse aux Jeux olympiques de 2014 - 1 000 mètres femmes
Navigation
Vancouver 2010 Pyeongchang 2018
Le 1 000 mètres féminin de patinage de vitesse aux Jeux olympiques d'hiver de 2014 a lieu le 13 février 2014 à 18 heures au Centre de patinage Adler Arena. C'est la 16e fois que l'épreuve est disputé. La tenante du titre est la Canadienne Christine Nesbitt qui a remporté l'épreuve à Vancouver en 2010 devant les Néerlandaises Annette Gerritsen, médaille d'argent, et Laurine van Riessen, médaille de bronze.
La Chinoise Zhang Hong est championne olympique devant les Néerlandaises Ireen Wüst et Margot Boer.

## Médaillés
| Or         | Argent     | Bronze      |
| Zhang Hong | Ireen Wüst | Margot Boer |

## Résultats
| Rang                                | Couple | Ligne | Nom                    | Nationalité        | Temps          | Retard  | Notes              |
| ----------------------------------- | ------ | ----- | ---------------------- | ------------------ | -------------- | ------- | ------------------ |
| Médaille d'or, Jeux olympiques      | 7      | I     | Zhang Hong             | Chine              | 1 min 14 s 02  | —       | Record de la piste |
| Médaille d'argent, Jeux olympiques  | 17     | I     | Ireen Wüst             | Pays-Bas           | 1 min 14 s 69  | +0 s 67 |                    |
| Médaille de bronze, Jeux olympiques | 16     | I     | Margot Boer            | Pays-Bas           | 1 min 14 s 90  | +0 s 88 |                    |
| 4                                   | 16     | O     | Olga Fatkulina         | Russie             | 1 min 15 s 08  | +1 s 06 |                    |
| 5                                   | 18     | I     | Lotte van Beek         | Pays-Bas           | 1 min 15 s 10  | +1 s 08 |                    |
| 6                                   | 14     | I     | Marrit Leenstra        | Pays-Bas           | 1 min 15 s 15  | +1 s 13 |                    |
| 7                                   | 15     | I     | Heather Richardson     | États-Unis         | 1 min 15 s 23  | +1 s 21 |                    |
| 8                                   | 17     | O     | Brittany Bowe          | États-Unis         | 1 min 15 s 47  | +1 s 45 |                    |
| 9                                   | 7      | O     | Christine Nesbitt      | Canada             | 1 min 15 s 62  | +1 s 60 |                    |
| 10                                  | 12     | O     | Karolína Erbanová      | République tchèque | 1 min 15 s 74  | +1 s 72 |                    |
| 11                                  | 10     | O     | Judith Hesse           | Allemagne          | 1 min 15 s 84  | +1 s 82 |                    |
| 12                                  | 18     | O     | Lee Sang-hwa           | Corée du Sud       | 1 min 15 s 94  | +1 s 92 |                    |
| 13                                  | 15     | O     | Nao Kodaira            | Japon              | 1 min 16 s 45  | +2 s 43 |                    |
| 14                                  | 12     | I     | Wang Beixing           | Chine              | 1 min 16 s 59  | +2 s 57 |                    |
| 15                                  | 10     | I     | Yekaterina Shikhova    | Russie             | 1 min 17 s 01  | +2 s 99 |                    |
| 16                                  | 11     | O     | Yuliya Skokova         | Russie             | 1 min 17 s 02  | +3 s 00 |                    |
| 17                                  | 1      | O     | Ida Njåtun             | Norvège            | 1 min 17 s 15  | +3 s 13 |                    |
| 18                                  | 13     | O     | Kaylin Irvine          | Canada             | 1 min 17 s 24  | +3 s 22 |                    |
| 19                                  | 14     | O     | Yekaterina Aydova      | Kazakhstan         | 1 min 17 s 25  | +3 s 23 |                    |
| 20                                  | 9      | I     | Ekaterina Lobycheva    | Russie             | 1 min 17 s 31  | +3 s 29 |                    |
| 21                                  | 3      | O     | Kali Christ            | Canada             | 1 min 17 s 41  | +3 s 39 |                    |
| 22                                  | 5      | I     | Miyako Sumiyoshi       | Japon              | 1 min 17 s 68  | +3 s 66 |                    |
| 23                                  | 2      | I     | Natalia Czerwonka      | Pologne            | 1 min 17 s 933 | +3 s 91 |                    |
| 24                                  | 9      | O     | Vanessa Bittner        | Autriche           | 1 min 17 s 937 | +3 s 91 |                    |
| 25                                  | 3      | I     | Jenny Wolf             | Allemagne          | 1 min 17 s 99  | +3 s 97 |                    |
| 26                                  | 11     | I     | Gabriele Hirschbichler | Allemagne          | 1 min 18 s 00  | +3 s 98 |                    |
| 27                                  | 1      | I     | Maki Tsuji             | Japon              | 1 min 18 s 07  | +4 s 05 |                    |
| 28                                  | 8      | O     | Kim Hyun-yung          | Corée du Sud       | 1 min 18 s 10  | +4 s 08 |                    |
| 29                                  | 8      | I     | Luiza Złotkowska       | Pologne            | 1 min 18 s 38  | +4 s 36 |                    |
| 30                                  | 6      | O     | Brittany Schussler     | Canada             | 1 min 18 s 53  | +4 s 51 |                    |
| 31                                  | 4      | O     | Park Seung-Ju          | Corée du Sud       | 1 min 18 s 94  | +4 s 92 |                    |
| 32                                  | 2      | O     | Sugar Todd             | États-Unis         | 1 min 19 s 13  | +5 s 11 |                    |
| 33                                  | 4      | I     | Kelly Gunther          | États-Unis         | 1 min 19 s 43  | +5 s 41 |                    |
| 34                                  | 5      | O     | Li Dan                 | Chine              | 1 min 20 s 20  | +6 s 18 |                    |
| 35                                  | 6      | I     | Lee Bo-ra              | Corée du Sud       | 1 min 57 s 49  | 43 s 47 |                    |
|                                     | 13     | I     | Monique Angermüller    | Allemagne          | DQ             | -       |                    |